# Варнавичи
Варнавичи (латыш. Varnaviči) — населённый пункт в Краславском крае Латвии. Входит в состав Каплавской волости. Расстояние до города Краслава составляет около 15 км. По данным на 2015 год, в населённом пункте проживал 51 человек. В селе есть католическая церковь 1822 года и поместье Варнавичи. Рядом находится озеро Варнавичу.

## История
В советское время населённый пункт был центром Красноармейского сельсовета Краславского района. В селе располагалась центральная усадьба колхоза им. Гагарина.